# 苏州公交快线11号
苏州公交快线11号（2019年2月前为69路），是苏州一条运营中的公交快线线路，由吴中区金庭镇开往苏州火车站。快线11号是苏州公交所有线路中单程运营里程最长的一条线路。2003年开通，曾用线路番号91路、69路。

## 简介
苏州公交69路于2003年4月开始运营，线路起自吴中区金庭镇石公山首末站，途经太湖大桥、胥口镇、木渎镇、高新区、苏州市区，终到苏州火车站南广场公交枢纽。线路全长58.7公里，设站75.5对，单程运行时间2小时20分钟左右，遇道路交通高峰期甚至可达3小时。
这条线路是西山岛对外交通的重要公交线路，线路未开通之前，进出岛公共交通仅有小规模经营的中巴车，服务质量较差。经过城乡公交一体化过程后，由吴中公交开通91路，结束了西山岛不通公交的历史。
除岛上居民通勤等需求外，多有岛上的果农利用本线携带水果等农副产品至市区销售，此外随着旅游业发展，进岛观光游玩的游客也逐年增加，其中选择乘坐公交进岛的比例也有上升，该线路路作为苏州市区通往西山岛的唯一公交线路，双向客流需求均较大。
69路运行时间长，对驾驶员和乘客都造成了一定不便，尤其驾驶员都会减少喝水以避免上厕所。而因工作强度大，驾驶员中多数存在一定心态问题，影响乘客服务和行车安全。

## 快线化
2018年12月24日，苏州市交运局发布由苏州公交乘委会编撰的《关于公交69路运营情况的调研报告》，报告对69路的运营现状，运营难点等进行了调研分析。认为该线路运营时间长、客流密集、路况条件复杂，驾驶员工作负荷大，亟需进行调整。报道发出后，苏州市人大代表周国忠呼吁，应在考虑各地居民需求的前提下，以缩短运营时间为主要调整方向。12月27日，市客运管理处制定线路调整方案并开始公示，将69路“大站快线”化，在原停靠75.5对站点中拟撤销35.5对站点，并调整部分运营路线，调整后单程运行时间可缩短40分钟左右。2019年2月15日，线路番号正式改为“快线11号”运营。

## 线路
线路从苏州火车站南广场公交枢纽始发，经北环路、桐泾路、三香路、狮山路、长江路、玉山路、金枫路、竹园路、金山南路、中山西路、孙武路、蒯祥路、舟山路、环太湖大道太湖大桥、大桥路、金庭路、梅园路、石公路，终到石公山首末站。
途经主要地点包括苏州大学附属第二医院、苏州体育中心、狮子山、木渎古镇、灵岩山、胥口镇、太湖国家旅游度假区、渔洋山、太湖大桥、林屋洞、石公山等地。
快11另有支线一条，运行区间为苏州火车站至胥口镇胥香园首末站。